# Calenberg

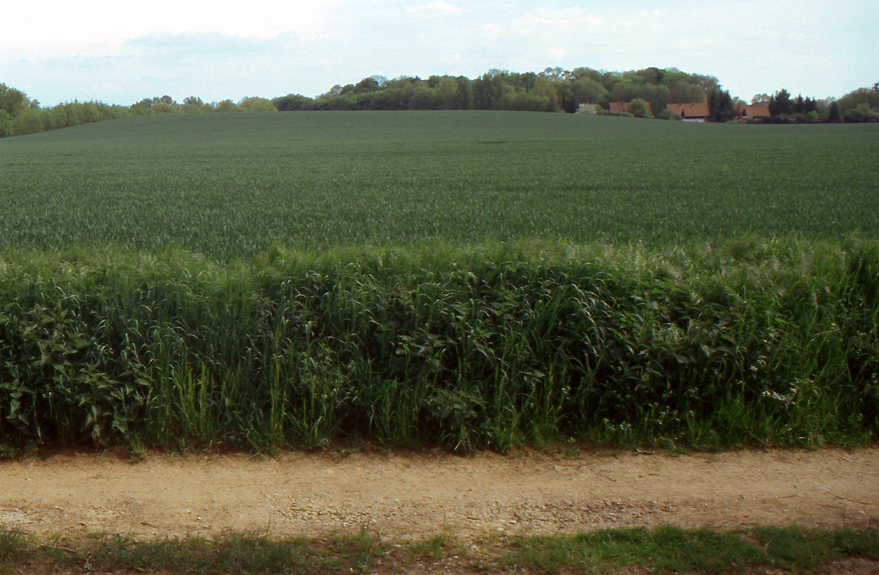
Der Calenberg, im Hintergrund Alt Calenberg mit ehemaligen Arbeiterhäusern und den baumbewachsenen Wällen der ehemaligen Burg Calenberg

Der Calenberg ist eine Erhebung in der Leineniederung bei Pattensen im Ortsteil Schulenburg. Er liegt 13 km westlich von Hildesheim im Süden Niedersachsens am Rande der Mittelgebirge. Er besteht aus einer Kalkmergelbank, hat eine Höhe von 70 m ü. NN und entstand vor fast 100 Millionen Jahren zu Beginn der Oberkreide im Cenomanium. Historisch bedeutsam wurde der Calenberg durch den hier als Burg, Feste und Schloss erbauten Stammsitz des Hauses Hannover.

## Etymologie

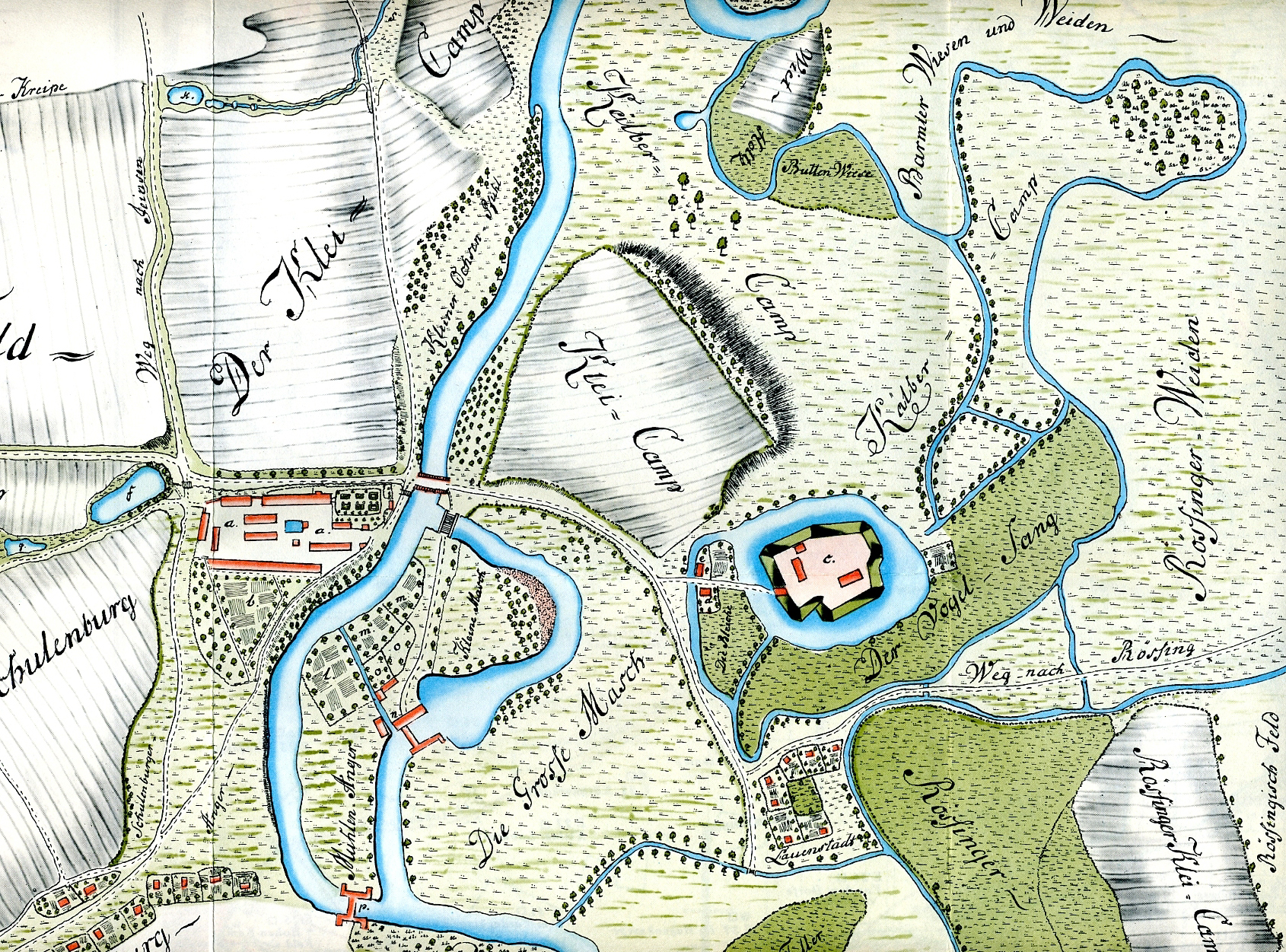
Der Calenberg 1771. Die Karte ist nicht genordet. Bilderklärungen des Originals: a. Der Amt Hof zu Calenberg; b. Küchen- und Baumgarten; c. Alte Schloss Calenberg; d. Licent–Bedienten Wohnung; e. Deputat–Bedienten Wohnung; f. Oehlmühlen–Teich; g. Kleiner–Teich; k. Posen–Teich; l. Der Hopfen–Garten; m. Deputat–Garten; n. Die Mühle; o. Garten dabei; p. Wasser Überfall; q. Die Wannen bei den Teichen.

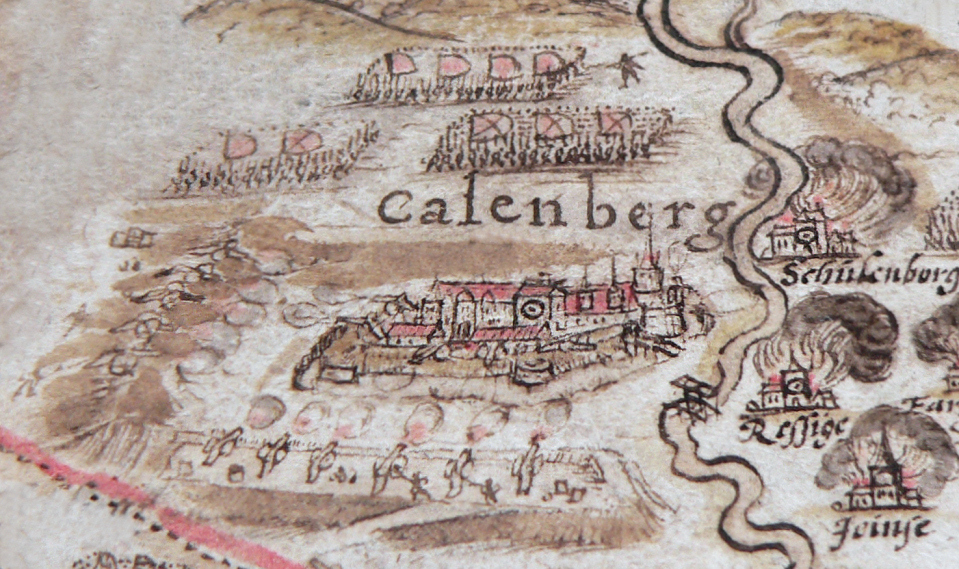
Die Belagerung des Calenbergs bei der Hildesheimer Stiftsfehde 1591. Das Bild ist nicht genordet, die Zuordnung der Dörfer stimmt nicht.

Die Wortsilben Kal, Kalen-, Calen- in dem Wort Calenberg gehen auf das Wort kal in der Mittelhochdeutschen und der Mittelniederdeutschen Sprache zurück und bedeuten kahl, nackt, unbewaldet. Die Namensbildungen mit Kal, Kalen oder Calen können auch auf den geologischen Untergrund (Felsen, Gestein) bezogen werden. Die Wortsilbe -berg geht auf althochdeutsch berg, auf mittelhochdeutsch berc(g), auf mittelniederdeutsch berch und das mundartliche Wort barch zurück. Es kann sowohl Berg, Hügel oder Anhöhe bezeichnen. So bedeutet das Wort Calenberg das Gleiche wie kahler Berg, kahler Hügel oder kahle Anhöhe.
Die Wortsilbe Klei in dem Wort Klei-Kamp geht auf das Wort klei im Althochdeutschen und im Mittelniederdeutschen und auf das mundartliche Wort klaibodden zurück und bedeutet: Schwerer Lehmboden, fette Erde, zähe Tonerde. Die Wortsilbe -Kamp geht auf das Althochdeutsche Wort champf  sowie auf das Mittelniederdeutsche und mundartliche Wort kamp zurück und bedeutet Eingehegtes Stück Land. Von der Mitte des 17. Jahrhunderts an werden oft größere Besitzparzellen so bezeichnet, auch wenn sie nicht eingehegt sind.
Die Wortsilbe Kälber in dem Wort Kälber-Kamp geht auf das Wort kalver im Mittelniederdeutschen und auf das Wort kälwer in der Mundart zurück und bedeutet Kälber. Flurstücke mit dem Begriff Kälber dienten als Kälberweide.

## Geografie
Der Calenberg liegt im Landschaftsschutzgebiet Calenberger Leinetal. Er ist im Norden von der Leine, im Westen und Süden von der Landesstraße 460 und im Osten von Kiesteichen begrenzt. Der nördliche Bereich wird vom Hausgut Calenberg des Hauses Hannover landwirtschaftlich genutzt, im Süden befinden sich die Gräben, Wälle und Ruinen der Burg Calenberg und einige ehemalige Arbeiterhäuser des Hausgutes Calenberg. Der Bereich der Burg Calenberg ist mit den nördlichen Arbeiterhäusern unter Denkmalschutz gestellt und trägt auf Landkarten den Namen Alt Calenberg. Die Region Hannover hat Alt Calenberg im Jahr 2008 mit seinem Baumbestand eingemessen, jedem Baum eine Zahl zugewiesen und mit der Zahl beschriftet, nachdem das Hausgut Calenberg dort 2007–2008 Bäume gefällt hatte.
Südlich von Alt Calenberg befinden sich an der Landesstraße 460 die Häuser von Lauenstadt. Diese 1327 als Stadt gegründete Siedlung hat sich jedoch nie zur Stadt entwickelt. Im Jahr 1613 stand sie in der Auflistung der Städte des Fürstentums Calenberg an letzter Stelle. Bis etwa 1900 wurden nördlich von Lauenstadt Krammärkte abgehalten, bei denen Gegenstände des täglichen Bedarfes an offenen Ständen verkauft wurden.

## Geologie
Nördlich des Wassergrabens der Burg Calenberg befand sich neben den ehemaligen Arbeiterhäusern ein alter Steinbruch, der die Steine für die Grundmauern und Befestigungen der Burg Calenberg geliefert hat. Dort waren vier Meter des Cenomans aufgeschlossen, aus dem der Calenberg besteht. Die Schichten bestanden aus plattigen grauweißen Kalken, die in den oberen Teilen ziemlich fossilreich waren. Otto Seitz bestimmte dort verschiedene Varietäten von Ammoniten (Mantelliceras Mantelli Sow., Turrilites costatus Lam., Schloenbachia varians) und Inoceramen (Inoceramus Cripsi Ment., Inoceramus tenuis Ment.). Der Steinbruch wurde in der zweiten Hälfte des zwanzigsten Jahrhunderts als Deponie genutzt und dann mit Muttererde abgedeckt.

## Archäologie
Es befanden sich mindestens zwei Hügelgräber seit der Bronzezeit auf dem Calenberg. 1840 wurden dem Provinzialmuseum Hannover zwei Schädel übergeben, die in einem Hügelgrab bei der Ruine Calenberg entdeckt worden waren; die genaue Lage des Hügelgrabes wurde damals nicht angegeben.

## Geschichte

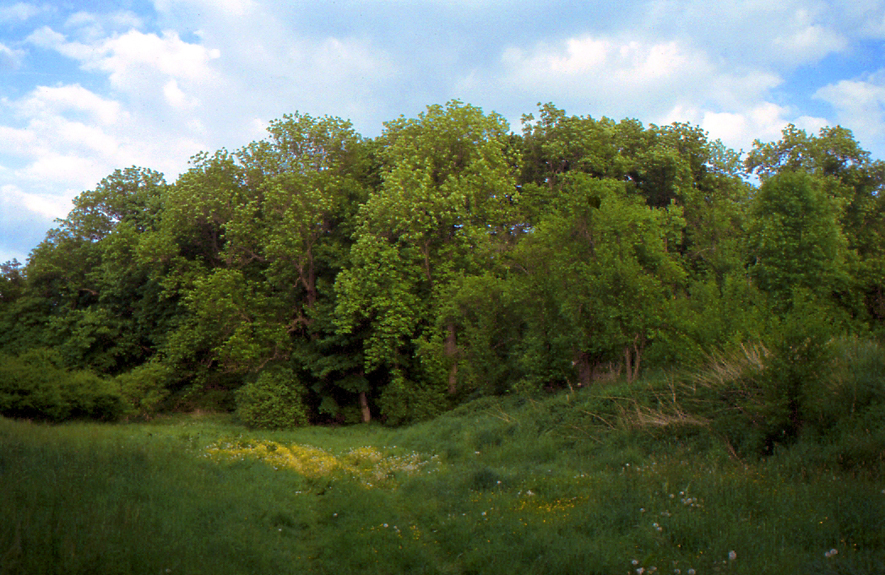
Ausgetrockneter Burggraben und baumbestandene Wälle der ehemaligen Burg Calenberg auf dem Calenberg

Die Burg Calenberg (Bezeichnungen des späteren Zustandes: Schloss Calenberg und Feste Calenberg; jetzige Bezeichnung der Ruine: Alt Calenberg) war eine mittelalterliche Niederungsburg. Sie wurde ab 1292 von dem welfischen Herzog Otto dem Strengen in der Leineaue als Wasserburg auf dem südlichen Teil des Calenbergs errichtet.
Der Calenberg ragte vor dem Bau der Burg Calenberg zwischen den damaligen Flussarmen der Leine etwa 10 Meter aus der Auenlandschaft heraus. Er umfasst nicht nur das Areal der Burg Calenberg, sondern erstreckt sich noch 500 Meter weiter nach Norden bis zur Leine. Deshalb musste der Wassergraben der Burg über zehn Meter tief in die Kalkmergelbank eingearbeitet werden. Bei starkem Hochwasser ragt der Calenberg noch immer als Insel aus den Fluten heraus.
Der Name Calenberg deutet darauf hin, dass die Kalkmergelbank nicht bewachsen war, sondern als ein kahler Berg aus der Leineaue herausragte. Die Flussterrasse der Leine hatte in früheren Zeiten im Norden und im Süden der Kalkmergelbank Kiese angelagert, die später mit Löß und Auelehm bedeckt wurden. Die Erbauer der Wasserburg verwendeten diese Kiese, den Löß und den Auelehm bei dem Bau der Wallanlagen. Anfang des 16. Jahrhunderts ist die Wasserburg zu dem Schloss Calenberg und der Feste Calenberg umgebaut worden. Nach dem Dreißigjährigen Krieg verlor die Feste Calenberg ihre militärische Bedeutung und wurde geschleift. Heute ist sie eine Ruine mit unterirdischen Gewölben, die von hohen Wällen umgeben wird.

## Deponie
Östlich der ehemaligen Arbeiterhäuser lag oberhalb des Burggrabens ein großer Steinbruch, der beim Bau der Burg Calenberg angelegt wurde, um Baumaterial zu gewinnen. Der am 12. Juni 1928 gegründete Kleinkaliber-Schießverein K.K.S.V Schulenburg/Calenberg errichtete dort 1930 eine Schießanlage mit Tiefanzeigerstand in einer Kalkröhre und ab 1932 ein Schützenhaus. Da der Tiefanzeigerstand häufig unter Wasser stand, wurde er in den Jahren 1935 bis 1936 durch einen Hochanzeigerstand ersetzt.
Am 26. April 1949 sprengte die britische Besatzungsmacht den Schießstand mit allen Anlagen. Die damalige Gemeinde Schulenburg/Leine nutzte daraufhin den Steinbruch als Deponie und deckte ihn anschließend mit Muttererde ab. Über der Deponie befindet sich heute Ackerland. Der Calenberg wird – abgesehen von der Burgruine und von einigen ehemaligen Arbeiterhäusern – vom Hausgut Calenberg landwirtschaftlich genutzt.
Das Landesamt für Bergbau, Energie und Geologie führt die Deponie unter dem Namen Nordrand Alt Calenberg und unter der Standortnummer 2530124004, spricht von einer Deponiefläche von 7570 m² und einem Deponievolumen von 21990 m³ und erwähnt als Abfallarten Bauschutt, Bodenaushub, Hausmüll und Sperrmüll.

## Karten
- Geologische Karte von Preußen und benachbarten deutschen Ländern. Lieferung 265: Blatt Elze. Nr. 2089. Berlin 1927. Mit einem Begleitheft von Adolf Hoffmann: Erläuterungen zur Geologischen Karte von Preußen und benachbarten deutschen Ländern…Blatt Elze. Berlin 1927.
- Flurnamenkarte 1:10.000 Blatt 5/3 Gestorf des Landkreises Hannover, Abt. Kartographie, o. J. [1986].
- Landkreis Hannover (Hrsg.): Flurnamenlexikon zur Flurnamenkarte. Bearb. Heinz Weber. Teil 5,3: Gestorf. Schriftenreihe: Flurnamensammlung des Landkreises Hannover. o. J. [1986].
- Flurnamenkarte 1:10.000 Blatt 6/3 Alt-Calenberg des Landkreises Hannover, Abt. Kartographie, o. J. [1981].
- Landkreis Hannover (Hrsg.): Flurnamenlexikon zur Flurnamenkarte. Bearb. Heinz Weber. Teil 6,3: Alt-Calenberg. Schriftenreihe: Flurnamensammlung des Landkreises Hannover. o. J. [1987].